# Tenías que ser tú (telenovela de 2018)
Tenías que ser tú es una telenovela de comedia romántica mexicana producida por MaPat López de Zatarain en el 2018. Es una adaptación de la telenovela chilena Ámbar creada por Daniella Castagno. Se estrenó en Las Estrellas el 12 de marzo de 2018 en sustitución de Papá a toda madre, y finalizó el 8 de julio del mismo año siendo reemplazado por la segunda temporada de Mi marido tiene más familia.
Está protagonizada por Ariadne Díaz y Andrés Palacios, Ana Paula Martínez, junto con Fernando Alonso, Grettell Valdez, Rossana Nájera en los roles antagónicos. Acompañados por Chantal Andere, Agustín Arana, Polo Morín, Arturo Peniche, María Marcela y Nubia Martí
La producción de la telenovela comenzó el 8 de enero de 2018.

## Trama
Marisa Santiesteban es una mujer hermosa, exitosa y trabajadora que viaja desde provincia para formar una nueva vida junto con su hija Nicole, al llegar a la ciudad su vida tomará un cambio radical ya que conocerá a Miky, un hombre trabajador y honesto quien es el chofer encargado de transportar a la sobrina de Marisa, con el pasar del tiempo ella se dará cuenta de que aparte de admirar a Miky esta enamorada de él y Nicole verá en el al papá que siempre quiso tener, pero todo cambiará radicalmente cuando el papá de Nicole aparezca y se entere de que tuvo una hija en su antigua relación con Marisa.

## Reparto

### Principales
- Ariadne Díaz como Marisa Santiesteban Elorza
- Andrés Palacios como Miguel «Miky» Carreto Jímenez[10]
- Arturo Peniche como Ezequiel Pineda Domínguez
- Chantal Andere como Lorenza Moscona Elorza de Fernández
- Grettell Valdez como Jennifer Pineda Salgado «Jenny»
- Fernando Alonso como Marcelo Moret
- Rossana Nájera como Amaranta Sarquís[11]
- Ana Paula Martínez como Nicole Santiesteban Elorza[4]
- Ricardo Margaleff como Bryan Pineda Salgado[9]
- Polo Morín como Bruno Fernández Moscona[12]
- Raquel Garza como Amanda Topete[4]
- Agustín Arana como Tadeo Fernández
- Sachi Tamashiro como Jaquie[4]
- Valentina de los Cobos como Lucy
- Emilio Beltrán como Santiago
- Jessica Decote como Lesly Pineda Salgado[12]
- Aldo Guerra como Juventino «Tino» Carreto[9]
- Karla Farfán como Paulina
- Dayren Chávez como Simona[12]
- Elena Lizárraga como Olga
- María Marcela como Marbella Jiménez vda. de Carreto[9]
- Nubia Martí como María Elena «La Nena» Elorza vda. de Santiesteban[4]
- Xavier Marc como Edipo Sarmiento
- José Carlos Farrera como Patricio «Pato»
- Chao como el Inspector Grajales
- Paola Toyos como Encarnación Ledesma
- Juan Antonio Edwards como Santos
- Patricio Castillo como Padre

### Recurrentes e invitados especiales
- Latin Lover como Willy
- Wendy Braga como María
- Kelchie Arizmendi como Maestra Julia
- Bea Ranero como Eva
- Claudia Troyo como Eliana Landino
- Eduardo Rodríguez como Roque
- Alejandro Ávila como Dr. Luis Urrutia
- Enoc Leaño como Ulises Renta
- Maricarmen Vela como la Madre Superiora
- Sugey Ábrego como Josefina Ponce
- Archie Lafranco como Daniel
- Marcus Ornellas como Jacobo
- Alejandra Procuna como Actriz
- Jessica Mas como Madre de Simona
- Luis Xavier como Padre de Simona

## Audiencia
| Temporada | Horario (CT)                                                                                         | Episodios | Primera emisión     | Primera emisión      | Última emisión     | Última emisión       | Prom. de espectadores (millones) |
| Temporada | Horario (CT)                                                                                         | Episodios | Fecha               | Audiencia (millones) | Fecha              | Audiencia (millones) | Prom. de espectadores (millones) |
| --------- | --- | --------- | ------------------- | -------------------- | ------------------ | -------------------- | -------------------------------- |
| 1         | lunes a viernes 20:30 - 21:30 h. viernes 20:00 - 21:00 h. (ep. 10) domingo 20:00 - 22:00 h. (ep. 86) | 86        | 12 de marzo de 2018 | 3.5                  | 8 de julio de 2018 | 3.4                  | 2.7                              |

## Premios y nominaciones
| Año  | Premio                    | Categoría      | Nominados       | Resultados |
| ---- | ------------------------- | -------------- | --------------- | ---------- |
| 2018 | Kids Choice Awards México | Actor favorito | Polo Morín      | Nominado   |
| 2019 | Premios TVyNovelas        | Mejor villana  | Grettell Valdez | Nominada   |